# When the Sun Goes Down
When the Sun Goes Down (englisch für „Wenn die Sonne untergeht“) ist das dritte Album der US-amerikanischen Popband Selena Gomez & the Scene. Es wurde am 21. Juli 2011 in Österreich und am 24. Juli 2011 in Deutschland und in der Schweiz veröffentlicht. Erschienen ist es unter dem Label Hollywood Records, bei dem die Band und die Leadsängerin Selena Gomez seit Juni 2008 unter Vertrag stehen.

## Hintergrund und Entstehung
Selena Gomez wollte nach ihrem erfolgreichen zweiten Album A Year Without Rain eine Pause einlegen und war nicht in Eile, ein neues Album zu veröffentlichen. Nachdem sie aber Who Says gehört hatte, welches sie so überwältigend und schön fand, entschied sie sich doch dazu ein neues Album zu veröffentlichen. Es habe sie zu neuen Inspiration bewogen. Laut 'Gomez solle man das Album ernster nehmen, da sie schon inzwischen reifer und Erwachsener geworden sei.
Das Album wurde von Rock Mafia Duo Antonina Armato und Tim James, Devrim Karaoglu, Toby Gad und Katy Perry produziert und komponiert, die schon für eine frühere Arbeit mit der Band bekannt waren. Eine neue Zusammenarbeit hatte die Band mit Britney Spears, Pixie Lott, Emanuel Kiriakou und Dreamlab.
Am 1. Juni veröffentlichte die Band den Titel des Albums sowie die Track-List.
In einem Interview gab Gomez zu, dass sie mit dem Erfolg des Albums und den der ersten zwei Lieder nicht gerechnet hätte und dass My Dilemma ihr Lieblingslied des Albums sei.

## Stil
Das Album ist einzustufen als ein Dance-, Synthiepop- und Teen-Pop-Album. Es beinhaltet aber auch langsamere Lieder wie My Dilemma oder We Own the Night.

## Titelliste
| 1.  | Love You Like a Love Song                                         | Antonina Armato, Tim James, Adam Schmalholz                         | Rock Mafia, Devrim Karaoglu                        | 3:08 |
| 2.  | Bang Bang Bang                                                    | Toby Gad, Meleni Smith, Priscilla Hamilton                          | Toby Gad                                           | 3:15 |
| 3.  | Who Says                                                          | Emanuel Kiriakou, Priscilla Hamilton                                | Emanuel Kiriakou                                   | 3:16 |
| 4.  | We Own the Night (feat. Pixie Lott)                               | Toby Gad, Pixie Lott                                                | Toby Gad                                           | 3:47 |
| 5.  | Hit the Lights                                                    | Leah Haywood, Daniel James, Tony Nilsson                            | Dreamlab                                           | 3:14 |
| 6.  | Whiplash                                                          | Greg Kurstin, Nicole Morier, Britney Spears                         | Greg Kurstin                                       | 3:40 |
| 7.  | When the Sun Goes Down                                            | Selena Gomez, Joey Clement, Steve Sulikowski, Stefan Abingdon       | Stefan Abingdon                                    | 3:16 |
| 8.  | My Dilemma                                                        | Antonina Armato, Tim James, Devrim Karaoglu                         | Rock Mafia, Devrim Karaoglu                        | 3:10 |
| 9.  | That’s More Like It                                               | Josh Alexander, Billy Steinberg, Katy Perry                         | Josh Alexander, Billy Steinberg                    | 3:09 |
| 10. | Outlaw                                                            | Selena Gomez, Antonina Armato, Tim James, Thomas Armato Sturges     | Rock Mafia, Devrim Karaoglu, Thomas Armato Sturges | 3:53 |
| 11. | Middle of Nowhere                                                 | Espen Lind, Amund Bjorklund, Sandy Wilhelm, Carmen Michelle Key     | Sandy Vee, Espionage                               | 3:27 |
| 12. | Dices (Who Says) (Spanish version)                                | Emanuel Kiriakou, Priscilla Hamilton, Edgar Cortazar, Mark Portmann | Emanuel Kiriakou                                   | 3:16 |
|     | Deluxe-Edition                                                    |                                                                     |                                                    |      |
| 13. | Love You Like a Love Song (Dave Aude Radio Mix)                   |                                                                     |                                                    | 3:17 |
| 14. | Love You Like a Love Song (Dave Aude Club Mix)                    |                                                                     |                                                    | 6:28 |
| 15. | Love You Like a Love Song (Jump Smokers Radio Remix)              |                                                                     |                                                    | 4:11 |
| 16. | Love You Like a Love Song (Jump Smokers Club Remix)               |                                                                     |                                                    | 4:36 |
| 17. | Love You Like a Love Song (DJ Escape & Tony Coluccio Radio Remix) |                                                                     |                                                    | 3:16 |
| 18. | Love You Like a Love Song (DJ Escape & Tony Coluccio Club Remix)  |                                                                     |                                                    | 6:38 |
| 19. | Love You Like a Love Song (Mixin Mark & Tony Svejda Radio Remix)  |                                                                     |                                                    | 3:59 |
| 20. | Love You Like a Love Song (Mixin Mark & Tony Svejda Club Remix)   |                                                                     |                                                    | 5:49 |

## Singleauskopplungen

### Who Says
Die erste Single Who Says wurde von Emanuel Kiriakou und Priscilla Hamilton geschrieben und ebenfalls von Kiriakou produziert. Veröffentlicht wurde es in Deutschland, Österreich und in der Schweiz am 14. März 2011. Who Says bekam recht gute Kritiken.
Einzustufen ist Who Says als ein Teen Pop-Song. Who Says war recht erfolgreich in den Charts. In Deutschland erreichte es Platz 44, in Österreich Platz 62 und in den USA Platz 21 und hatte somit die höchste Platzierung der Band in den amerikanischen Charts.
Ausgezeichnet wurde Who Says mit 3× Platin in den USA.
Das Musikvideo zu Who Says entstand unter der Regie von Chris Applebaum und feierte seine Premiere bei VEVO am 11. März 2011.

### Love You Like a Love Song
Die zweite Single Love You Like a Love Song wurde von Antonina Armato und Tim James (Rock Mafia Duo) geschrieben und produziert. Es erschien weltweit am 17. Juni 2011. Love You Like a Love Song ist einzustufen als ein Elektro-Pop-Lied.
Es erreichte Platz 22 in den US-amerikanischen Charts und wurde in den USA über 2,6 Millionen Mal verkauft und daher mit 5× Platin ausgezeichnet. Somit ist es die erfolgreichste Single der Band. Außerdem bekam es eine Platinauszeichnung in Norwegen.
Das Musikvideo zu Love You Like a Love Song drehte Geremy Jasper und Georgie Greville. Laut 'Gomez sei es das verrückteste Musikvideo, welches sie bis jetzt gedreht hat. Seine Premiere feierte es am 23. Juni 2011 auf VEVO.

### Hit the Lights
Die dritte Single Hit the Lights wurde von Leah Haywood, Daniel James und Tony Nilsson geschrieben und von Dreamlab produziert. Das Lied erschien am 20. Januar 2012 in der Schweiz und am 27. Januar 2012 in Deutschland und Österreich. Es ist einzustufen als ein Dancesong. Hit the Lights wurde in den USA mit Platin ausgezeichnet.
Das Musikvideo wurde von Philip Andelman gedreht und feierte seine Premiere am 16. November 2011 auf VEVO. Gedreht wurde Hit the Lights im späten September 2011. Am 7. November 2011 erschienen auf VEVO 5 kurze Teaser und am 9. November 2011 ein Hinter-den-Szenen-Video.
Am 19. April 2012 erschien dann auf VEVO eine zweite Version des Musikvideos, die als „Night-Version“ (deutsch: „Nacht-Version“) bezeichnet wird.

### Promo-Singles
Um Werbung für das zu erscheinende Album zu machen, veröffentlichte die Band am 7. Juni 2011 auf iTunes die Singles Bang Bang Bang und die spanische Version des Liedes Who Says, Dices. Bang Bang Bang erreichte Platz 49 der US-amerikanischen Charts. Am 2. Dezember 2011 erschien der von Britney Spears geschriebene Song Whiplash.

### Kommerzieller Erfolg in den Singlecharts
| Jahr          | Titel                                | Höchstplatzierung, Gesamtwochen, AuszeichnungChartplatzierungen (Jahr, Titel, , Platzierungen, Wochen, Auszeichnungen, Anmerkungen) | Höchstplatzierung, Gesamtwochen, AuszeichnungChartplatzierungen (Jahr, Titel, , Platzierungen, Wochen, Auszeichnungen, Anmerkungen) | Höchstplatzierung, Gesamtwochen, AuszeichnungChartplatzierungen (Jahr, Titel, , Platzierungen, Wochen, Auszeichnungen, Anmerkungen) | Höchstplatzierung, Gesamtwochen, AuszeichnungChartplatzierungen (Jahr, Titel, , Platzierungen, Wochen, Auszeichnungen, Anmerkungen) | Höchstplatzierung, Gesamtwochen, AuszeichnungChartplatzierungen (Jahr, Titel, , Platzierungen, Wochen, Auszeichnungen, Anmerkungen) | Anmerkungen                                                 |
| Jahr          | Titel                                | DE | AT | CH | UK | US | Anmerkungen                                                 |
| ------------- | ------------------------------------ | --- | --- | --- | --- | --- | ----------------------------------------------------------- |
| 2011          | Who Says / Dices (spanische Version) | DE44 (4 Wo.)DE | AT62 (2 Wo.)AT | — | UK51 Silber · (8 Wo.)UK | US21 ×3Dreifachplatin · (20 Wo.)US                                                                                                  | Erstveröffentlichung: 14. März 2011 Verkäufe: + 3.327.500   |
| 2011          | Love You Like a Love Song            | — | — | — | UK58 Gold · (5 Wo.)UK | US22 ×5Fünffachplatin · (38 Wo.)US                                                                                                  | Erstveröffentlichung: 17. Juni 2011 Verkäufe: + 5.836.400   |
| 2012          | Hit the Lights                       | — | — | — | — | US— PlatinUS | Erstveröffentlichung: 20. Januar 2012 Verkäufe: + 1.000.000 |
| Promo-Singles |                                      | | | | | |                                                             |
|               |                                      | | | | | |                                                             |
| 2011          | Bang Bang Bang                       | — | — | — | — | US94 (1 Wo.)US | Erstveröffentlichung: 7. Juni 2011                          |

## Rezeption

### Preise und Nominierungen
| Jahr | Preis                       | Kategorie                                     | Lied                      | Resultat  |
| ---- | --------------------------- | --------------------------------------------- | ------------------------- | --------- |
| 2011 | Teen Choice Award           | Lieblings Musik: Single                       | Who Says                  | Gewonnen  |
| 2011 | Teen Choice Awards          | Lieblings Musik: Liebes Lied                  | Love You Like a Love Song | Gewonnen  |
| 2011 | Vevo Certified              | 100 000 000 Aufrufe                           | Who Says                  | Gewonnen  |
| 2011 | Vevo Certified              | 100 000 000 Aufrufe                           | Love You Like a Love Song | Gewonnen  |
| 2012 | 2012 MuchMusic Video Awards | Meistgesehenes Video des Jahres               | Love You Like a Love Song | Nominiert |
| 2012 | Teen Choice Awards          | Lieblings Musik: Single von einer Gruppe/Band | Love You Like a Love Song | Gewonnen  |
| 2012 | 2012 MTV Video Music Award  | Bestes Video – Weiblich                       | Love You Like a Love Song | Nominiert |
| 2015 | Vevo Certified              | 100 000 000 Aufrufe                           | Hit the Lights            | Gewonnen  |

### Rezensionen
Das Album bekam mittelmäßige bis gute Kritiken. Metacritic gab dem Album eine Wertung von 58 % basierend auf 6 Rezensionen. Allmusic gab dem Album eine Bewertung von 4 von 5 Sternen, Rolling Stone 2 von 5 Sternen, Club Fonograma eine Bewertung von 64 % und Entertainment Weekly eine Bewertung von B+ (Gut).
Jody Rosen vom Rolling Stone Magazin schrieb, 'Gomez ist vielleicht bis jetzt die langweiligste Teen-Pop Künstlerin ihrer Generation. Sie lässt Ashley Tisdale neben sie wie Lady Gaga wirken.'

## Kommerzieller Erfolg

### Chartplatzierungen
| ChartsChartplatzierungen       | Höchstplatzierung | Wochen |
| ------------------------------ | ----------------- | ------ |
| Deutschland (GfK)              | 18 (11 Wo.)       | 11     |
| Österreich (Ö3)                | 11 (11 Wo.)       | 11     |
| Schweiz (IFPI)                 | 27 (11 Wo.)       | 11     |
| Vereinigte Staaten (Billboard) | 3 (39 Wo.)        | 39     |
| Vereinigtes Königreich (OCC)   | 15 (10 Wo.)       | 10     |

| ChartsJahrescharts (2011)      | Platzierung |
| ------------------------------ | ----------- |
| Vereinigte Staaten (Billboard) | 76          |

| ChartsJahrescharts (2012)      | Platzierung |
| ------------------------------ | ----------- |
| Vereinigte Staaten (Billboard) | 121         |

### Auszeichnungen für Musikverkäufe
In der Woche vom 4. Juli 2011 debütierte es in den US-amerikanischen Charts auf Platz 4 und verkaufte über 78.000 Einheiten in der ersten Woche. In der nächsten Woche stieg es auf Platz 3 und war somit das erfolgreichste Album der Bandgeschichte in den USA. In Kanada debütierte das Album auf Platz 2, mit 9.000 verkauften Einheiten in der 1. Woche.
Bis heute verkaufte sich das Album in den USA über 850.000 Mal und weltweit über 1.000.000 Mal.
| Land/Region                  | Auszeichnungen für Musikverkäufe (Land/Region, Auszeichnung, Verkäufe) | Verkäufe |
| ---------------------------- | ---------------------------------------------------------------------- | -------- |
| Brasilien (PMB)              | Gold                                                                   | 20.000   |
| Indonesien (ASIRI)           | Gold                                                                   | 10.000   |
| Kanada (MC)                  | Platin                                                                 | 80.000   |
| Mexiko (AMPROFON)            | Gold                                                                   | 30.000   |
| Neuseeland (RMNZ)            | Gold                                                                   | 7.500    |
| Polen (ZPAV)                 | Gold                                                                   | 10.000   |
| Portugal (AFP)               | Platin                                                                 | 20.000   |
| Singapur (RIAS)              | Gold                                                                   | 5.000    |
| Spanien (Promusicae)         | Gold                                                                   | 20.000   |
| Vereinigte Staaten (RIAA)    | Gold                                                                   | 710.000  |
| Vereinigtes Königreich (BPI) | Silber                                                                 | 60.000   |
| Insgesamt                    | 1× Silber · 8× Gold · 2× Platin ·                                      | 972.500  |

Hauptartikel: Selena Gomez/Auszeichnungen für Musikverkäufe